# 一〇一号作戦
一〇一号作戦（ひゃくいちごうさくせん）とは、1940年（昭和15年）5月17日から 9月5日ごろまでの間に実施された作戦である。百一号作戦ともあらわされる。

## 背景
1937年（昭和12年）の第二次上海事変の結果、日本軍は中華民国の首都を攻略し占領した。これに対して、中国国民党政府は首都機能を南京から漢口に移転した。しかし漢口も陥落したため、さらに内陸である重慶への首都移転を実行した。
大本営は、広大な地上戦線要する中国戦線を拡大することは、日本の国力を超えるものであると判断。また、特に対ソ連関係の変転に対応する戦略態勢の柔軟性を喪失するものと判断した。

## 立案
井上成美支那方面艦隊参謀長らが主導して、陸海航空隊を共同運用しての大規模作戦となった。
また、この際陸軍と海軍の間で5月13日に一〇一号作戦ニ関スル陸海軍協定が結ばれた。

## 兵力

### 日本軍

#### 陸軍
第三飛行集団司令部

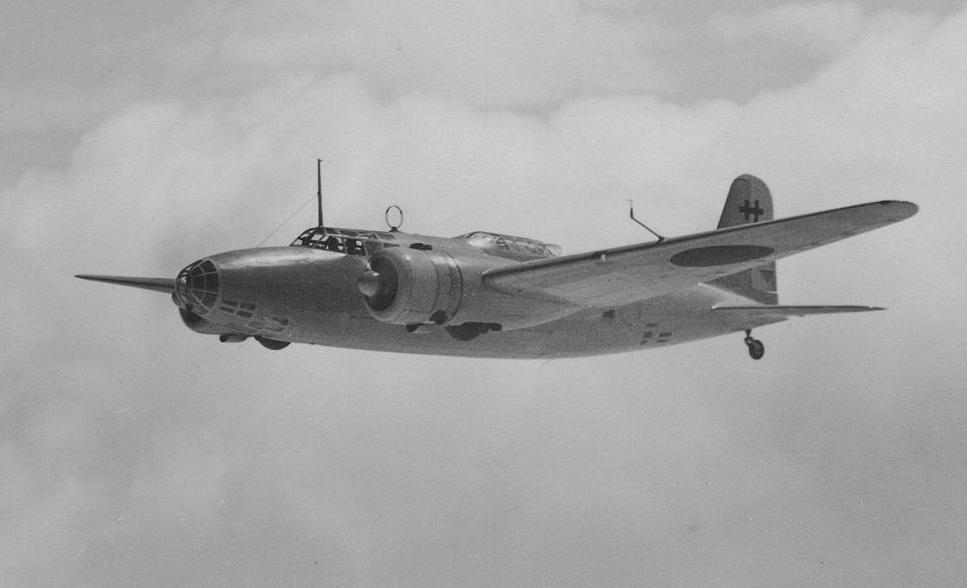
九七式重爆一型甲（キ21-I甲）

飛行第60戦隊（九七式重爆撃機36機 補用18機）
独立飛行第16連隊 (司偵9機 補用3機）
飛行第44戦隊（司偵5機 補用2機)
独立飛行第10中隊（九七式戦闘機9機 補用3機）

#### 海軍
第一連合航空隊

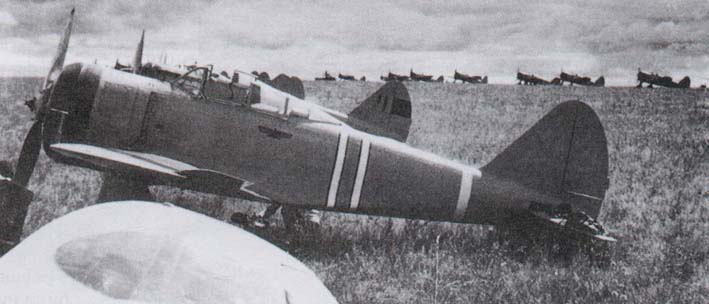
飛行第64戦隊の九七戦乙型（キ27乙）。

鹿屋航空隊（九六式陸上攻撃機など18機 補用15機　陸偵4機）
高雄航空隊（九六式陸上攻撃機など18機 補用15機　陸偵2機）
第二連合航空隊 
第13航空隊（九六式陸上攻撃機など27機 補用15機　陸偵4機）
第15航空隊（九六式陸上攻撃機など27機 補用15機　陸偵2機）
第12航空隊（艦上戦闘機27機 補用9機　艦上爆撃機9機 補用3機 艦上攻撃機9機 補用3機)
第14航空隊中支派遣隊（艦戦9機　補用3機）

### 中国軍

#### 中華民国空軍

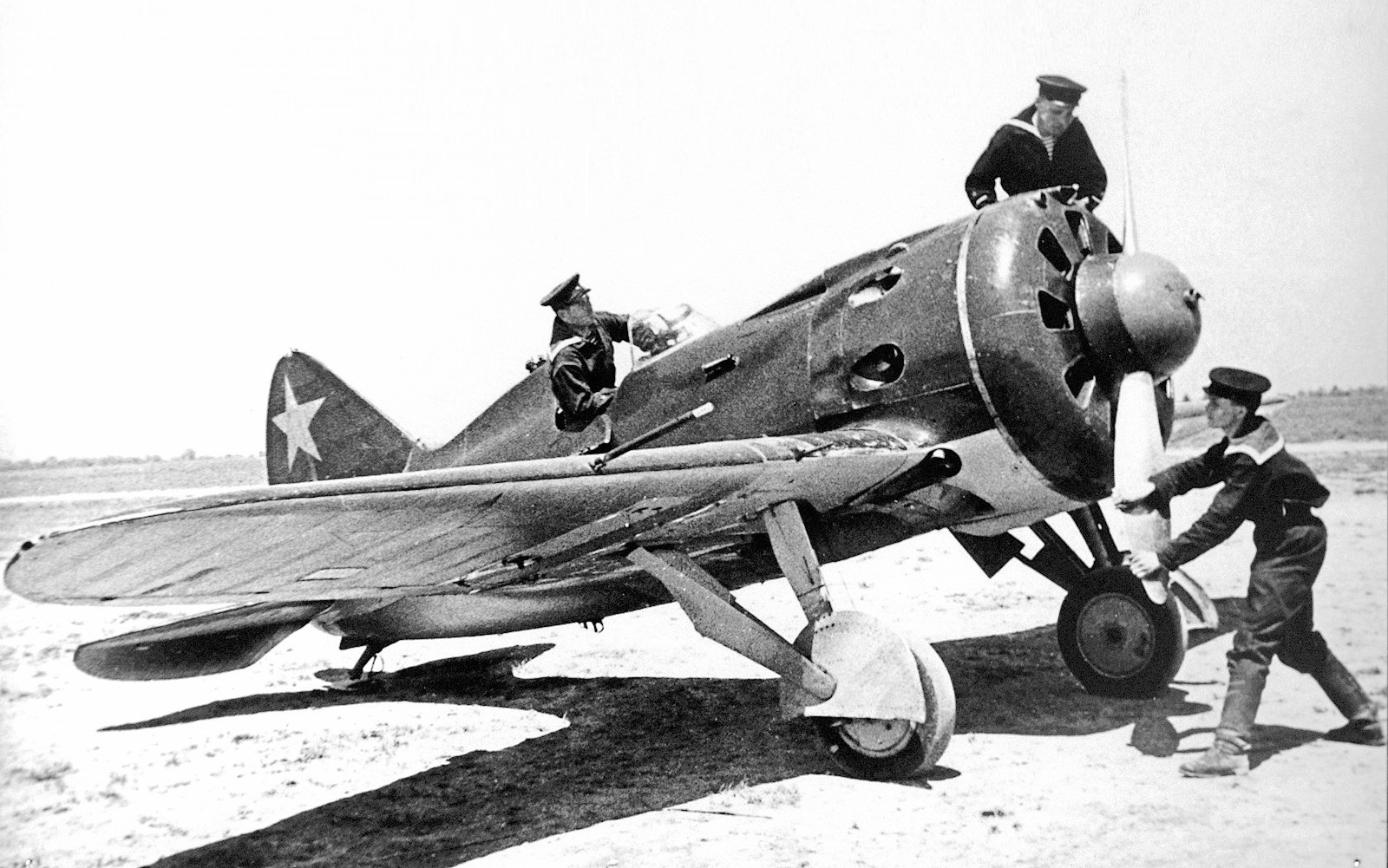
I-16戦闘機

成都 戦闘機約50機 重爆約30機 軽爆約45機
重慶 戦闘機約30機
宜賓 軽爆約10機
蘭州 戦闘機約20機 重爆数機 軽爆約20機
昆明 戦闘機約20機
（機数は日本軍推定）

## 経過

### 初期
陸軍航空隊の発進基地は運城に、海軍航空隊の発進基地は漢口（一部は考感飛行場）とし、初日の爆撃で重慶死者178人、負傷408名を記録した。
また、各国大使館や報道機関への着弾も精密性に欠けることから起きてしまい、最終的に退避地域を指定して退避するように要請することで解決した。
しかし当時の日本軍戦闘機では航続距離が足りず、特に中攻の損害がとりわけ目立っていた。このままでは練度の高い搭乗員がかなりの数削がれ、航空兵力の弱体化が目に見えていたため、大本営は新型戦闘機の開発に躍起になっていた。

### 零戦の登場以降

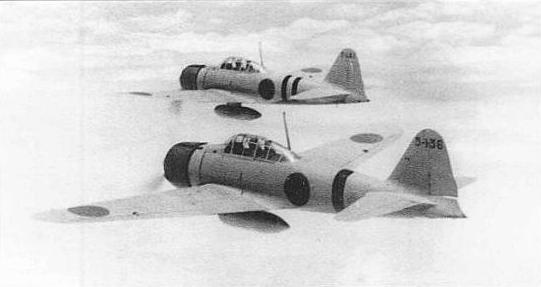
1941年、中国戦線における零式艦上戦闘機一一型 (A6M2a)

1940年（昭和15年）7月15日、第二連合航空隊から横山保大尉と進藤三郎大尉率いる零戦13機が進出した。九六式陸上攻撃機の護衛を主任務として活動したものの、会敵することはほとんどなかった。 
9月半ばに、ようやく中国軍機と戦闘し、ほとんどを撃墜した。またその際、戦闘による零戦の損害はほとんどなかった。
この日を境に中国軍は航空機を温存するようにし、空襲警報と共に奥地へと航空機を退避させるようにした。
その他、精密爆撃の非効率性が露呈してきたため、重慶市内を各区画に分けて順番に各区画を絨毯爆撃する方法を編み出し、事実上無差別爆撃を行う形となった。

## 結果

### 日本軍戦果
奥地進行総数
攻撃日数
陸軍21日  海軍50日（54回）

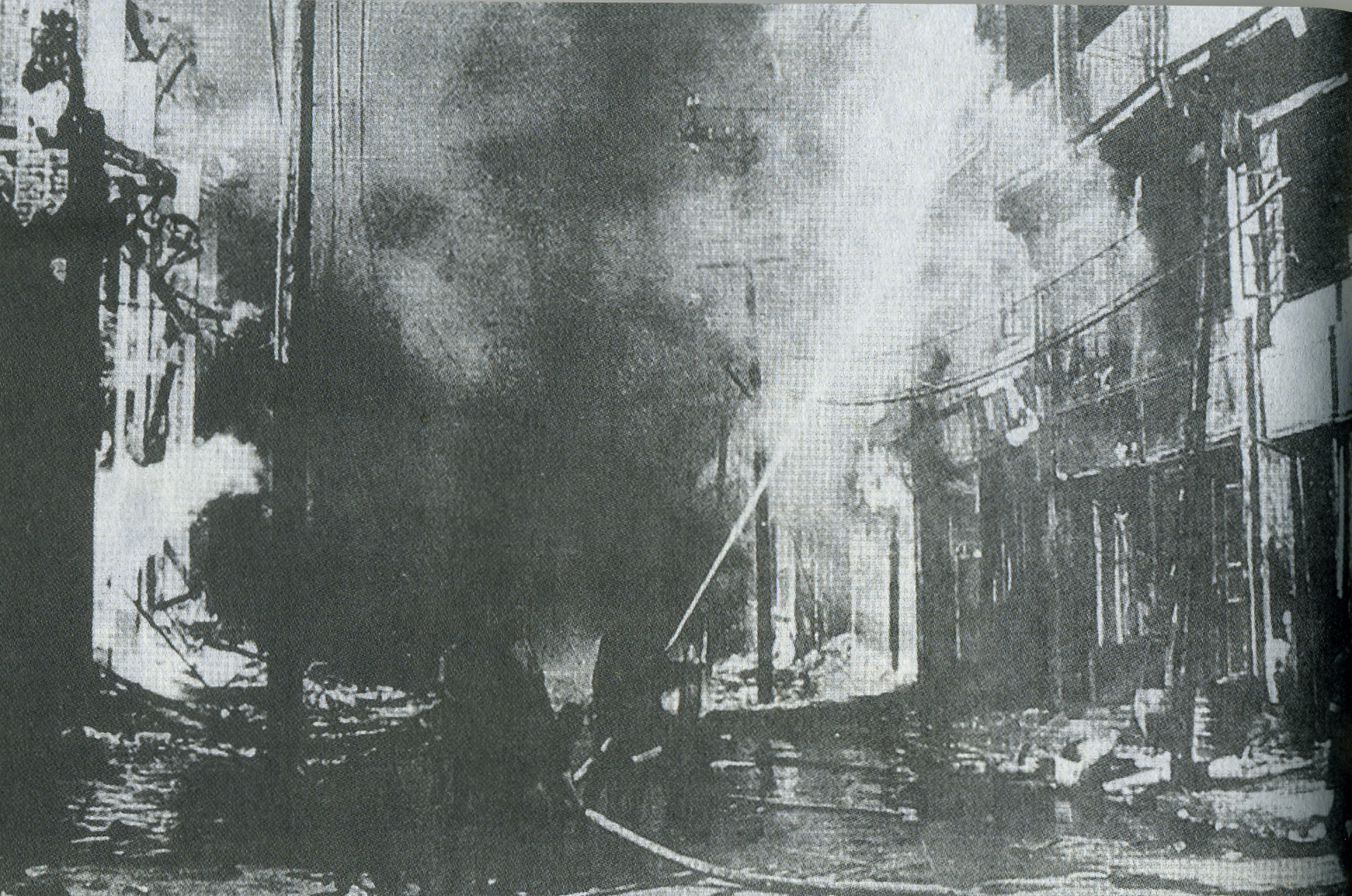
日本軍爆撃後の重慶（1941年）

攻撃延機数 九七式重爆727機　司偵177機  零銭24機  中攻3627機
使用爆弾 27107発 2957トン
交戦統計
交戦延機数 607機
撃墜機数 117機（不確実14機）
地上撃破 65機
各都市の破壊

### 中国軍戦果
日本軍機 16機撃墜

## その他
日本軍はその後一〇二号作戦を立案し、実施した。
また、一〇一号作戦発動中は、ちょうどドイツによるロンドン空襲が実施されていた時期と重なり、重慶市民はある種のロンドンとのつながりを感じていたとされている。